# Alexandr Lazutkin
Alexandr Ivanovič Lazutkin (rusky Александр Иванович Лазуткин, * 30. října 1957 v Moskvě, RSFSR, SSSR) byl od května 1992 ruský kosmonaut, člen oddílu kosmonautů RKK Eněrgija. Poprvé a naposledy vzlétl do vesmíru v únoru 1997 jako palubní inženýr 23. základní expedice na stanici Mir, na oběžné dráze strávil šest měsíců.

## Život

### Mládí
Alexandr Lazutkin se narodil v Moskvě, je ruské národnosti. Po střední škole byl přijat na Moskevský letecký institut (MAI), který absolvoval roku 1981, v oboru mechanické vybavení letadel. Do roku 1984 zůstal v MAI, Poté nastoupil v RKK Eněrgija, zde se zabýval přípravou posádek připravované stanice Mir.

### Kosmonaut
Zažádal o vstup do oddílu kosmonautů NPO Eněrgija, v září 1989 získal souhlas Hlavní lékařské komise k přípravě. Státní mezirezortní komise ho doporučila k zařazení mezi kosmonauty až 3. března 1992. Poté byl 13. května 1992 v Eněrgiji jmenován členem oddílu kosmonautů jako kandidát na kosmonauta. Po dvouletém všeobecném kosmickém výcviku ve Středisku přípravy kosmonautů J. A. Gagarina v Hvězdném městečku získal 25. února 1994 kvalifikaci „zkušební kosmonaut“.
Od dubna 1995 působil jako palubním inženýr záložní posádky 21. základní expedice na Mir, připravoval se společně s velitelem Vasilijem Ciblijevem a od června 1995 i Johnem Blahou. Od startu 21. expedice v únoru 1996 postoupila posádka Ciblijev, Lazutkin na místo hlavní posádky 23. základní expedice, od dubna 1996 trénovali společně s Reinholdem Ewaldem, od srpna i Jerrym Linengerem.

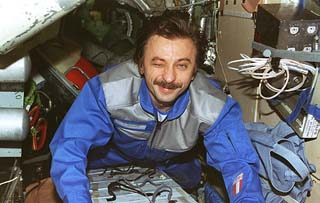
Alexandr Lazutkin na stanici Mir.

Do vesmíru Ciblijev, Lazutkin a Ewald odstartovali z Bajkonuru 10. února 1997 na palubě Sojuzu TM-25. Na Miru vystřídali Valerije Korzuna a Alexandra Kaleri a strávili na stanici šest měsíců s americkými astronauty Jerrym Linengerem a od května 1997 Michaelem Foalem. Nejdramatičtější událostí letu byla srážka zásobovací lodi Progress M-34 v Mirem, při které byl poškozen modul Spektr, poté neobyvatelný. Na Zem se Ciblijev a Lazutkin vrátili 14. srpna 1997 po 184 dnech 22 hodinách 8 minutách letu.
V březnu 2002 byl zařazen do záložní posádky 4. návštěvní expedice na Mezinárodní vesmírnou stanici (ISS), expedice úspěšně vzlétla v říjnu 2002.
V prosinci 2003 byl určen palubním inženýrem záložní posádky Expedice 12 a hlavní posádky Expedice 14 na ISS, kolegy v posádce byli Jeffrey Williams a Clayton Anderson (brzy odpadl kvůli zúžení posádek na dva členy). V srpnu 2005 byl odstraněn z přípravy ze zdravotních důvodů a v listopadu 2007 ztratil status kosmonauta. Z RKK Eněrgija odešel v únoru 2010 z postu zástupce velitele oddílu kosmonautů. Od února 2010 je zástupcem ředitele Pamětního muzea kosmonautiky (Мемориального музея космонавтики).
Alexandr Lazutkin je ženatý, má dvě dcery.